# 舞鶴風景區

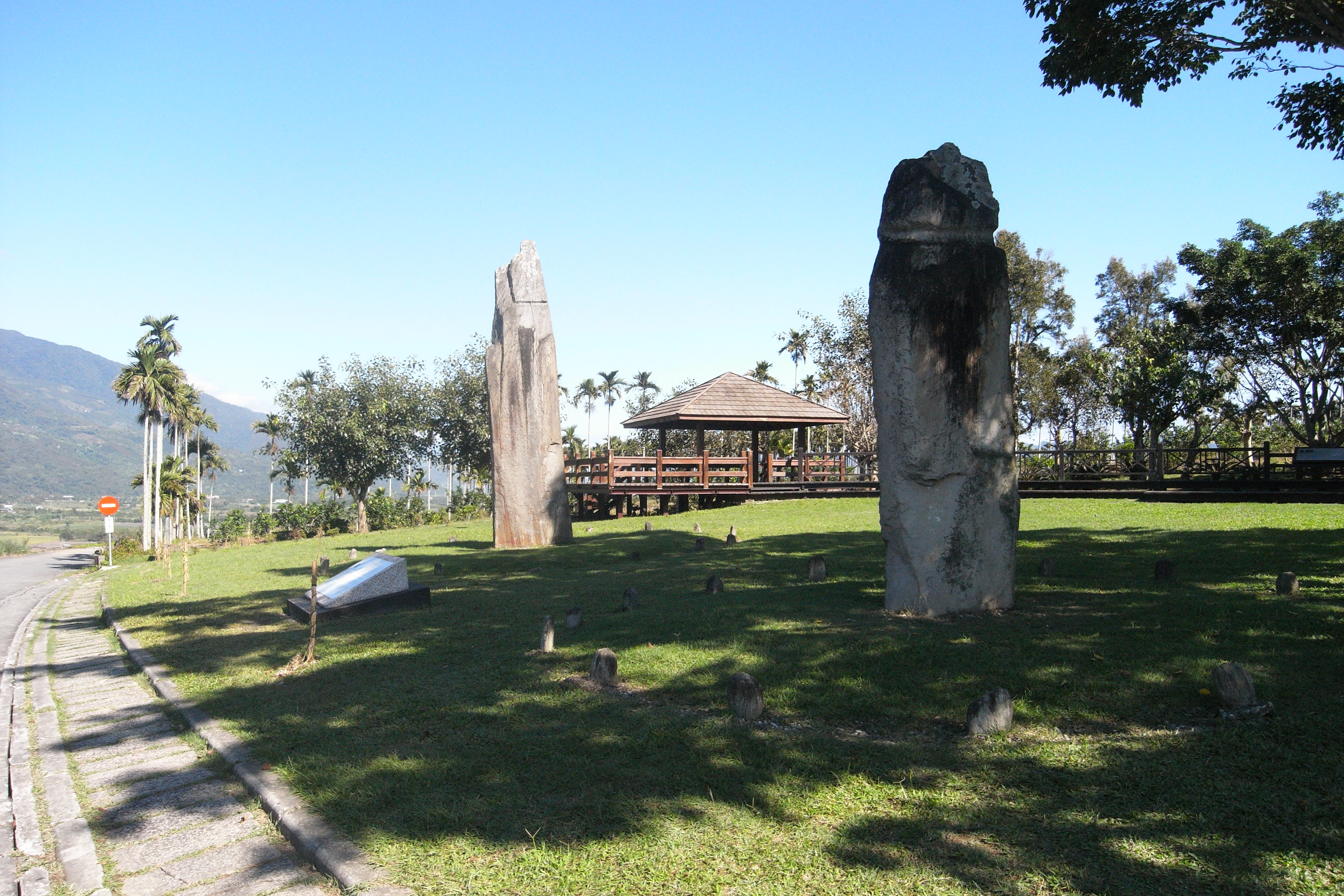
舞鶴石柱

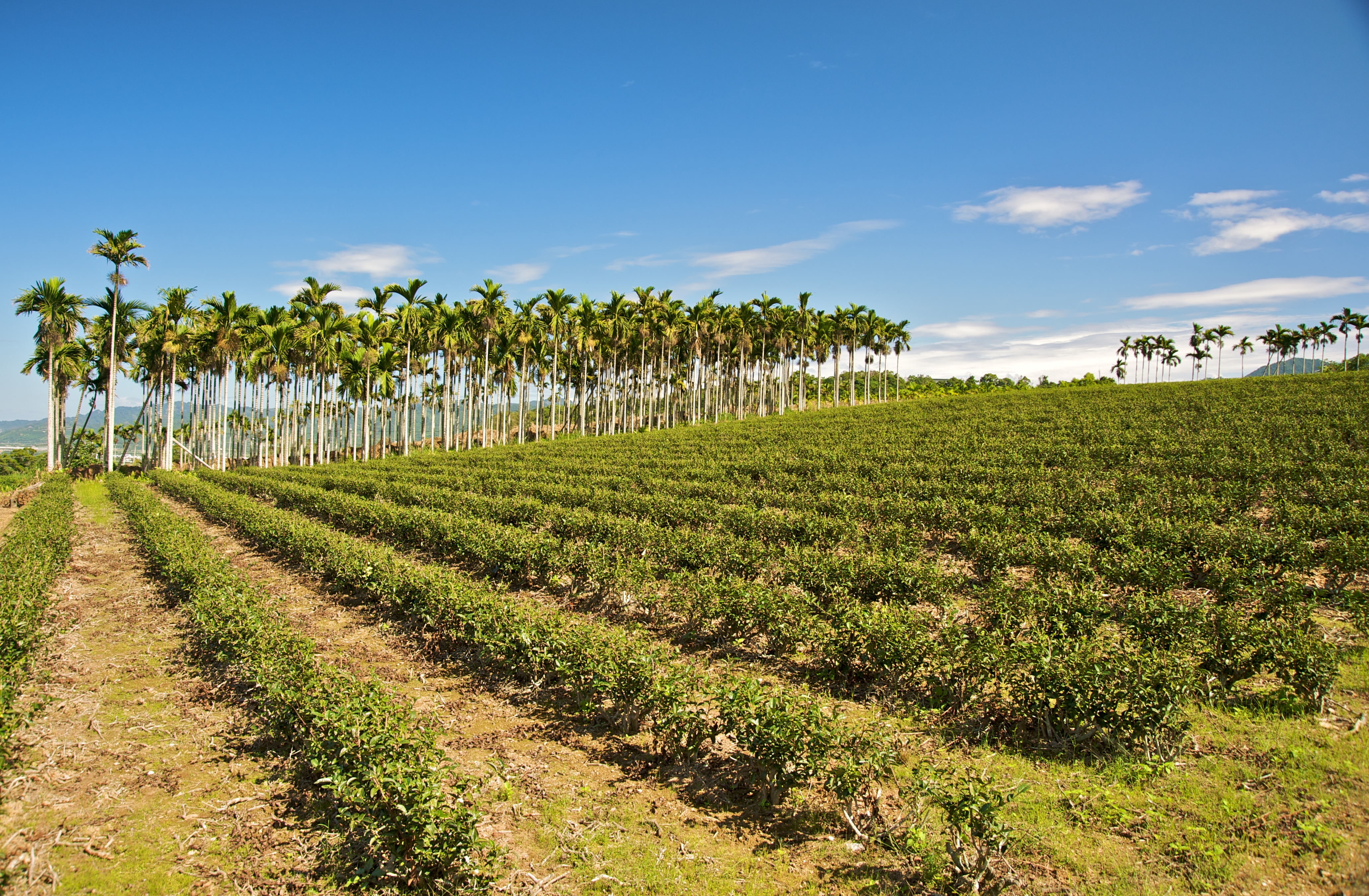
舞鶴茶園

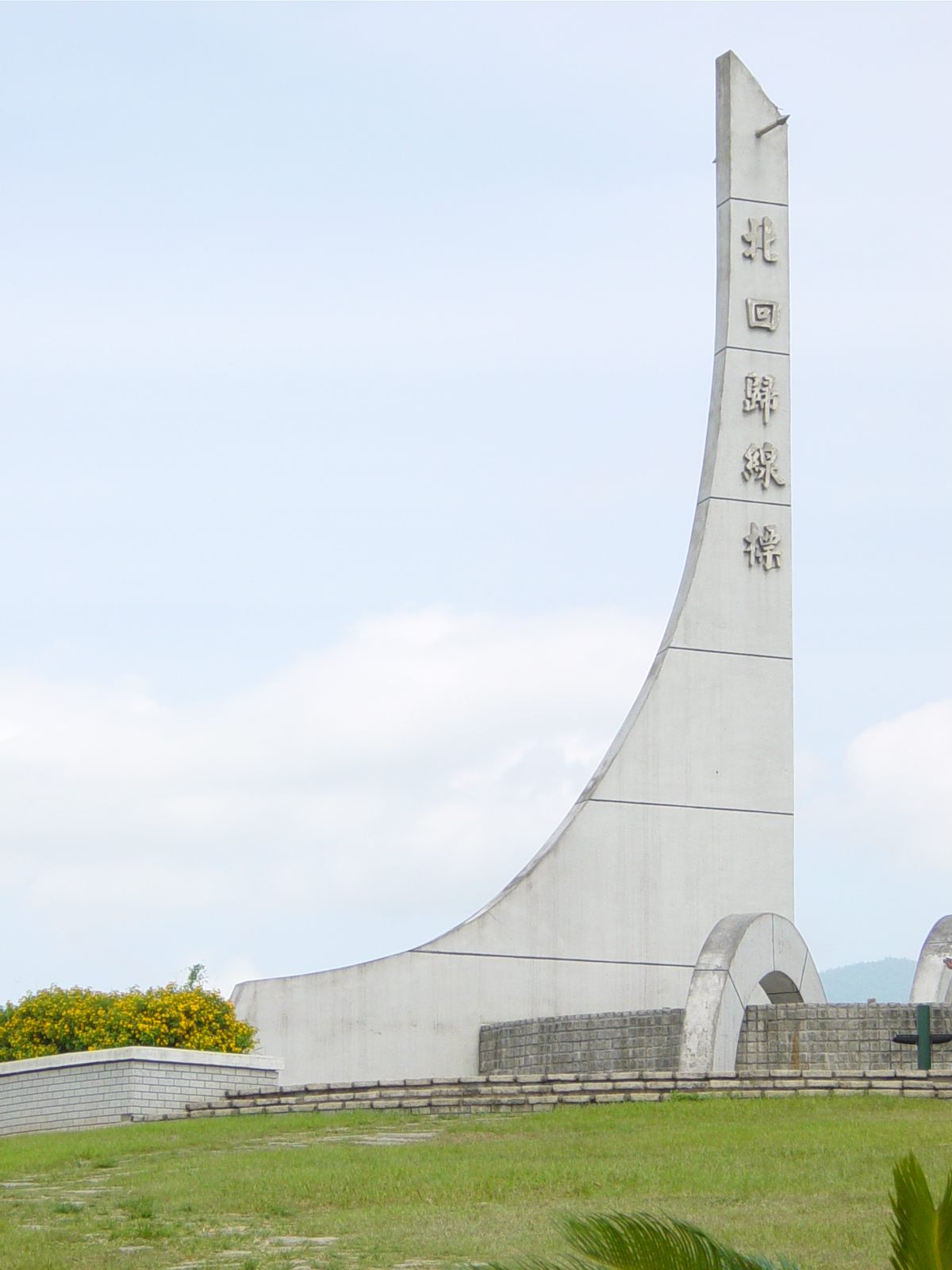
北回歸線標誌塔

舞鶴風景區是臺灣東部一處風景區，位於花蓮縣瑞穗鄉舞鶴村，座落於舞鶴台地上。

## 簡介
舞鶴風景區之北有紅葉溪流經，富產溫泉，東鄰秀姑巒溪，與玉里鎮相望，西倚中央山脈，全區地形大致平坦，舞鶴村的主要聚落於此台地之上。目前境內被闢為茶園、咖啡等作物，且本區位置正好是北回歸線通過，故有北回歸線標誌塔，鄰花東公路之旁，另有舞鶴石柱此一景點。台東線鐵道則是以隧道方式穿越本區，故無車站設立。

## 景點
- 舞鶴石柱：有兩座石柱，高約5公尺，為史前文化的遺蹟，是縣定考古遺址。
- 北回歸線標誌塔
- 瑞穗牧場
- 馬立雲部落
- 舞鶴茶園
- 花蓮紅葉溫泉
- 瑞穗溫泉
- 青蓮寺